# Wellington Museum
Wellington Museum (hr. „Muzej Wellington”), znan i kao Apsley House, a i kao Number One, London, je muzej umjetničkih djela i osobnih predmeta, koje se nalaze u posljednjoj rezidenciji Arthura Wellesleya, vojvode od Wellingtona u Hyde Park Corneru, u Londonu, Engleska.
U muzeju se nalaze djela umjetnika kao što su: Antonio Canova, Jan Steen, Diego Velázquez, Rubens i mnogih drugih umjetnika.

## Povijest
Muzej je smješten u kući velikog engleskog nacionalnog junaka - Arthura Wellesleya, vojvode od Wellingtona, pobjednika u bitci Waterlooa.
Zgrada u kojoj je danas muzej, podignuta je između 1771. – 1778. prema planu slavnog engleskog arhitekta Roberta Adama za  Lorda Apsleya (po njemu je zgrada i dobila ime) tadašnjeg predsjednika britanske vlade. Od izvorne građevine preostali su polukružno stubište, crtaća soba s apsidom i divovski korintski portik koji je dodao Wellington. Pored portika, Wellingtonov arhitekt Benjamin Dean Wyatt je uredio trokatnu stambenu zgradu na sjeveroistoku (1819.), te novo stubište i Waterloo galeriju na zapadu (1829.).
Muzej je osnovan 1852., u godini smrti Arthura Wellesleya, vojvode od Wellingtona. Izvorna zbirka muzeja se sastojala od njegove kolekcije slika, porculana, skulptura, namještaja i srebrnine. Od 1947. čitav inventar muzeja postao je vlasništvo engleske države. Vojvodin uvjet darovnice je bio da se sačuva izvorni izgled prostorija, te je zbog toga ovo možda ponajbolje sačuvan plemićki dom iz 19. stoljeća. Gotovo polovicu zgrade, njezin sjeverni dio na drugom katu, još uvijek koristi vojvoda od Wellingtona, sada Charles Wellesley, 9. vojvoda od Wellingtona.

## Zbirka
Zbirka slika se sastoji od preko 200 slika, od kojih su 83 nekada pripadale španjolskoj kraljevskoj zbirci, a koje je Wellington zaplijenio od Josepha Bonapartea prilikom njegova bijega iz Madrida. Kada je Wellington želio vratiti slike španjolskom kralju Ferdinandu VII., ovaj ih je darovao generalu. Pored umjetničkih djela (skulptura i slika) iz kolekcije vojvode, muzej posjeduje i brojne osobne predmete Vojvode Wellingtona, između ostalog i posmrtnu masku, srebrninu, vrijedne keramičke predmete i brojne medalje koje je Vojvoda dobio za svog života.
- Correggio, Molitva u vrtu, oko 1524.
- Diego Velázquez, Dvojica za stolom, oko 1618.
- Jusepe de Ribera, Procesija Vještica
- Jan Steen, Posjet liječnika, 1658.-'62.
- Francesco Buoneri, Glazbenik
- Jan Brueghel, Ukrcavanje životinja na Arku
- Antonio Canova, Napoleon kao Mars

## Vanjske poveznice
- Tourističke informacije o Apsley Housu